# Divadlo pod Palmovkou
Divadlo pod Palmovkou, dříve působící pod názvy Divadlo S. K. Neumanna a Městské a oblastní divadlo, je klasické činoherní divadlo, které sídlí v pražské čtvrti Libeň v dolní části Zenklovy ulice v městské části Praha 8 nedaleko křižovatky a stanice metra Palmovka. Kromě hlavní scény je v podkroví budovy divadla malá scéna Studio Palmoffka.

## Historie divadla
Divadlo pod Palmovkou navazuje na činnost Městského a oblastního divadla Žižkov, které zahájilo provoz 31. srpna 1948 v sále žižkovské Akropole a v průběhu roku 1949 se přemístilo do sálu v Praze 8-Libni, kde působí dodnes.

### Hostinec U Deutschů
Budova a místo Divadla pod Palmovkou má dlouhou divadelní tradici. Ve zdejším zájezdním hostinci „U Deutschů“, na jehož místě dnes divadlo sídlí, se zřejmě již od roku 1865 příležitostně hrávalo ochotnické divadlo a pořádaly kulturní akce i lidové veselice. Koncem 19. století pro ně vznikl na zahradě hostince dokonce i velký taneční sál. Když v roce 1892 získal jeden z majitelů hostince, Jan Hurt, divadelní koncesi, byl tento sál upraven na divadlo. O něco později k divadelnímu sálu přibyla i letní divadelní aréna. Přes četné provozní a finanční problémy patřilo tehdejší libeňské divadelní dění k důležitým kulturním událostem v Praze – především proto, že bylo jedním z nemnoha stálých míst, kde se pěstovalo divadlo české. Zprvu se „U Deutschů“ pěstovala hlavně opereta, pro finanční obtíže však tyto divadelní pokusy ztroskotaly.

### Divadlo Marie Zieglerové
V roce 1908 zakoupila dům „U Deutschů“ herečka a zpěvačka Marie Zieglerová. Získala divadelní licenci a provozovala zde Divadlo Marie Zieglerové. Divadlo nebylo ekonomicky úspěšné, v roce 1909 bylo prodán v dražbě a ještě téhož roku zde bylo divadelní podnikání ukončeno. Divadelní soubor přešel do Smíchovské arény, kde hostovala i Zieglerová.

### Kino Svépomoc
V sále promítali filmy již Viktor Ponrepo (1904) a František Ponec (1907). V roce 1910 byl sál zadaptován na kino, které se po první světové válce jmenovalo Svépomoc–Invalidů, později zkráceně Svépomoc. Kino zde bylo do roku 1950, kdy se do sálu vrátilo divadlo.

### Po 2. světové válce, Divadlo S. K. Neumanna
V roce 1949 se do někdejšího divadelního sálu (po intervenci tehdejšího ministra kultury Kopeckého) přemístil mladý žižkovský soubor Městského a oblastního divadla, který se na Žižkově potýkal s nedostatkem diváků. Herci souboru poté „brigádnicky“ opravili značně zchátralý divadelní sál. Zprvu se divadlu v Libni příliš nedařilo, soubor odehrával většinu představení na zájezdech. Postupně si však soubor vydobyl své místo v pražské divadelní nabídce.
Od padesátých let až do roku 1992 neslo libeňské divadlo název Divadlo S. K. Neumanna. Jeho první skutečně hvězdná éra začala za doby ředitelování Václava Lohniského v šedesátých a raných sedmdesátých letech dvacátého století, kdy v Divadle SKN působila celá řada vynikajících osobností českého divadelního života a kdy se zde uskutečnila řada československých premiér. Tehdy patřilo libeňské divadlo k nejsledovanějším v Praze. I v sedmdesátých a osmdesátých letech dvacátého století v Libeňském divadle působila řada vynikajících herců a režisérů.

### Divadlo pod Palmovkou
V roce 1990 byl někdejší název Divadlo S. K. Neumanna změněn na Divadlo pod Palmovkou. V roce 1992 se stal jeho ředitelem režisér Petr Kracik. Za jeho vedení začala druhá velká éra libeňského divadla, které v průběhu devadesátých let patřilo k nejnavštěvovanějším a nejsledovanějším divadlům v Česku. Se svými 93,5 % průměrné divácké návštěvnosti (stav k 1. 1. 2009) se stále drží v popředí návštěvnosti českých divadelních scén. Klade dlouhodobý a cílený důraz na pečlivou hereckou práci a orientuje se především na kvalitní repertoár, často tzv. klasický. V září 2013 se novým ředitelem a uměleckým šéfem Divadla pod Palmovkou stal Michal Lang.

### Povodeň 2002 a návrat do objektu
V roce 2002 bylo divadlo velmi těžce poškozeno během velké povodně na řece Vltavě, poté prošlo nákladnou rekonstrukci. Znovu poškozeno v menším rozsahu pak bylo i během velké povodně v roce 2013, kdy se rozvodnila nejen Vltava, ale i její pravostranný přítok, říčka Rokytka, která protéká severním směrem nedaleko od divadelní budovy. I když rozsah škod byl oproti předchozím povodním relativně malý, vzhledem k velkému poškození technického zázemí instalovaného ve sklepních prostorách, se rekonstrukce divadla protáhla.
Dne 1. září 2013 byl Radou hl. m. Prahy jmenován novým ředitelem Divadla pod Palmovkou režisér Michal Lang a rekonstrukci poškozené budovy převzal Odbor městského investora. Rekonstrukce divadla nakonec trvala déle než dva roky, během kterých soubor ve značně provizorních a náročných podmínkách připravil 9 nových inscenací a odehrál řadu představení na pražských i mimopražských divadelních zájezdech. Pod vedením ředitele a uměleckého šéfa Michala Langa byl nově vybudován herecký soubor složený ze zkušených a populárních herců i nových nadějných hereckých osobností. Pod heslem „Palmovka přežila“ se mohl divadelní život do opraveného domovského naplno vrátit v září 2015.

## Zakládající členové (rok 1948)
- Otto Budín – herec
- Jarmila Cmíralová – herečka
- Antonín Holzinger – herec
- Soňa Hudečková – herečka

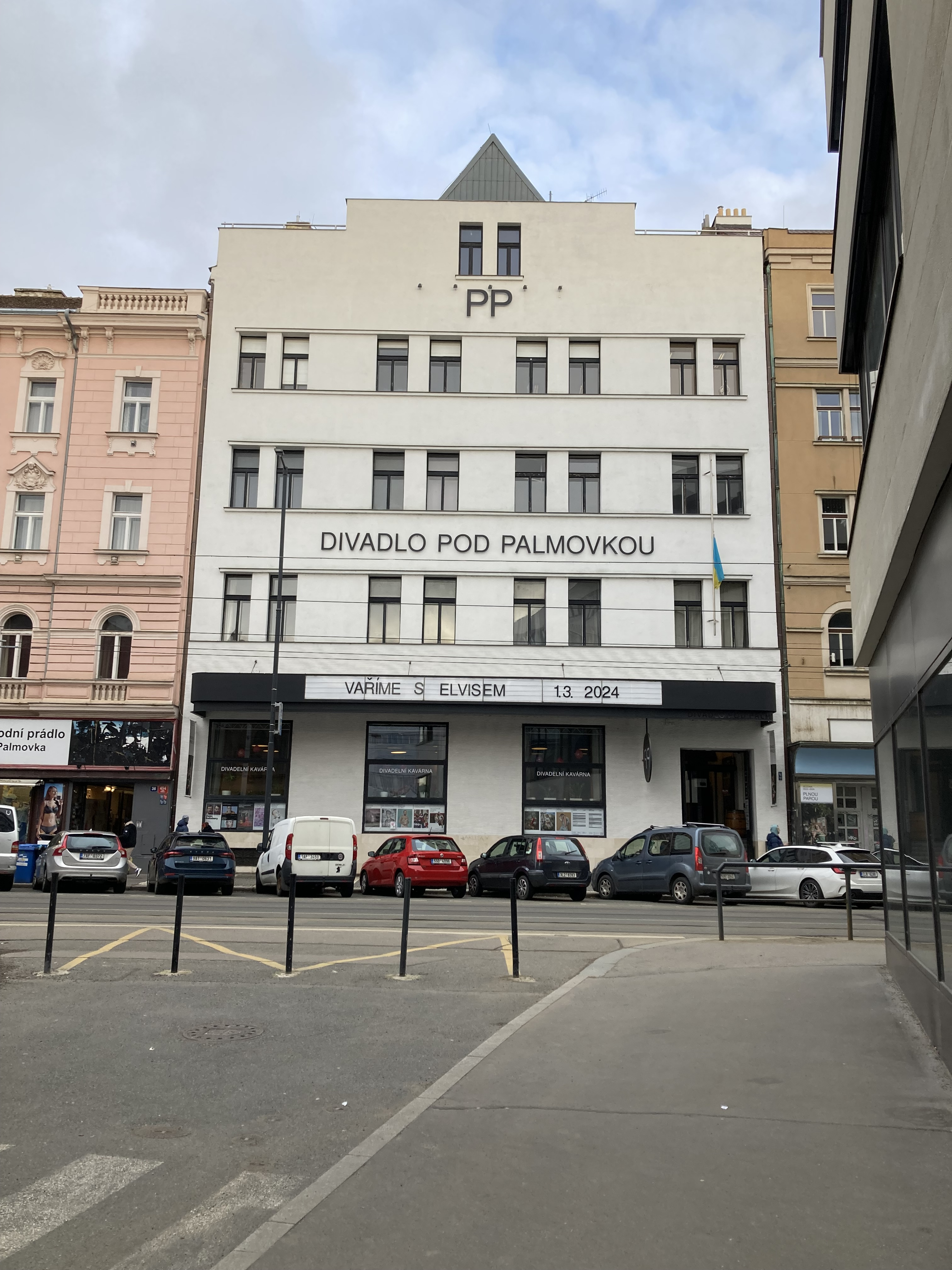
Únor 2024: na budově vidíme Ukrajinskou vlajku coby prostředek vyjádření podpory Ukrajině během války.

- Žofie Klausová – nápovědka, herečka
- Jan Nohava – inspicient
- Jaroslav Kašpar – herec
- Josef Kemr – herec
- Josef Maršálek – herec
- Anna Melíšková – herečka
- Jaroslava Panenková – herečka
- Rudolf Pellar – herec a zpěvák
- Luděk Pilc – herec
- Theodor Pištěk – herec
- Ludmila Roubíková – herečka
- Zdeněk Rýdl – herec
- Soběslav Sejk – herec
- Jan Skopeček – herec
- Bohumil Smutný – herec
- Jan Strejček – režisér, ředitel
- Vladimír Synek – výtvarník
- Jiří Škobis – režisér
- Václav Švec – herec
- Věra Tichánková – herečka
- Jaroslav Tumlíř – dramaturg
- Hana Váchová – herečka
- Taťána Vavřincová – herečka
- Blanka Vikusová – herečka
- Miloslav Vosmanský – herec
- Zdeněk Vronský – herec
- Miloš Willig – herec
- Františka Zikmundovská – herečka

## Repertoár sezóny 2011/2012
- David Seidler: Králova řeč
- Richard Bean: Sám na dva šéfy
- Jiří Suchý a Jiří Šlitr: Kdyby tisíc klarinetů
- Arnošt Lustig: Modlitba pro Kateřinu Horovitzovou
- P. Kohout: August August, august
- T. Williams: Tramvaj do stanice Touha
- F. Ebb, J. Kander, B. Fosse: Chicago
- Dan Gordon: Rain Man
- P. Stone, J. Styne, B. Merrill: Sugar (Někdo to rád horké)
- Klaus Mann, Ariane Mnouchkine: Mefisto
- Michael Cooney: Nájemníci pana Swana, aneb Peníze na cestě
- Agatha Christie: Past na myši
- Woody Allen: Sex noci Svatojánské
- Edmond Rostand: Cyrano z Bergeracu
- Éva Pataki: Edith a Marlene
- Antonín Procházka: Ještě jednou, profesore
- Sofoklés: Oidipús vladař